# Karabin Accuracy International AWM

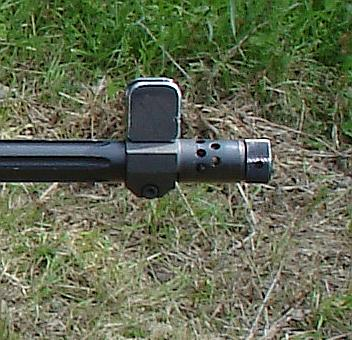
Hamulec wylotowy Karabinu AWM

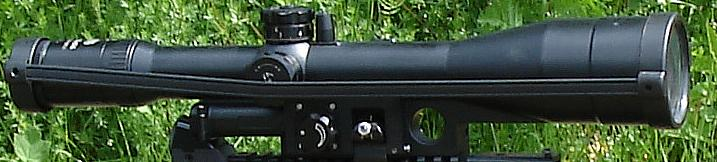
Celownik optyczny Carl Zeiss 3-12x56 do karabinu AWM

AWM (Arctic Warfare Magnum) – karabin wyborowy produkowany przez brytyjską firmę Accuracy International.

## Konstrukcja
AWM jest powtarzalnym karabinem wyborowym o obudowie aluminiowej. W porównaniu do karabinu AI AW ma powiększoną komorę nabojową, co pozwala na stosowanie nabojów .300 Win Mag i .338 Lapua Magnum. Ma odłączalny, pięcionabojowy magazynek zgodny ze standardami NATO.
Hamulec wylotowy pozwala na zmniejszenie odrzutu oraz płomienia. Jest także bazą do montażu tłumika dźwięku lub przyrządów celowniczych.
Zazwyczaj karabin AWM jest wyposażony w celownik optyczny Schmidt & Bender PM II 10x42, który może być wymieniany w zależności od potrzeb na celownik Schmidt & Bender PM II 3-12x50, 4-16x50 lub 5-25x56. Niektóre armie używają celowników Carl Zeiss.

## Naboje do AWM
- .338 Lapua Magnum z pociskiem 0.338 cala jest kompromisem pomiędzy energią kinetyczną pocisku półcalowego NATO i zasięgiem tegoż pocisku a mobilnością broni na słabszy nabój 7,62 × 51 mm NATO.

Karabin AI L115A3 na ten nabój dzierżył rekord zasięgu skutecznego strzału. Rekord został pobity w czerwcu 2017 roku przez kanadyjskiego snajpera w trakcie operacji w Iraku. Nowy rekord wynosi 3540 metrów. Dwoje afgańskich przeciwników wojsk NATO zostało zastrzelonych z odległości 2475 m.
W porównaniu z bronią AI kalibru .50 cala NATO, AWM posiada mniejszą masę, mniejszy odrzut oraz płomień. Naboje .338 Lapua Magnum trafiają w cel z mniejszą energią niż naboje .50 BMG, jednak oba rodzaje amunicji dysponują podobnymi właściwościami balistycznymi.
- .300 Winchester Magnum. Pociski .300 Winchester Magnum oferują bardziej płaską trajektorię, lepiej opierają się sile wiatru oraz mają większą celność niż standardowe pociski karabinowe 7.62 NATO.

## Użytkownicy
- Niemcy AWM (.300 Winchester Magnum)
- Indonezja AWM (.338 Lapua Magnum)
- Holandia AWM (.338 Lapua Magnum)
- Polska AWM (.338 Lapua Magnum)
- Rosja AWM (.338 Lapua Magnum)
- Korea Południowa AWM (.338 Lapua Magnum)
- Singapur AWM (.338 Lapua Magnum)
- Norwegia AWM (.300 Winchester Magnum)
- Wielka Brytania AWM (.338 Lapua Magnum; L115A1)
- Stany Zjednoczone AWM (.338 Lapua Magnum)
- Malezja